# Reservecompetitie 2018/19 (voetbal)
De reservecompetitie 2018/19 is de vierde editie van deze Nederlandse voetbalcompetitie die door de KNVB wordt georganiseerd voor schaduwelftallen van Nederlandse betaald voetbalclubs, maar buiten de competitiestructuur valt. De groepen zijn regionaal ingedeeld. De bovenste en onderste helft van deze groepen vloeien in het voorjaar van 2019 samen in een nieuwe competitie, waarbij eventueel promotie naar de derde divisie kan worden afgedwongen.

## Promotie en degradatie
De nummers een, twee en drie van de voorjaarscompetitie in poule A kunnen in aanmerking komen voor promotie naar de derde divisie. Dit hangt af van de prestaties van Jong FC Groningen, Jong FC Volendam en Jong FC Den Bosch. Indien alle drie van deze beloftenteams uitkomen in de derde divisie per seizoen 2019/'20 dan zijn er geen promotieplaatsen. In het volgende geval zijn deze er wel:
- 1 promotieplaats: indien 2 van de 3 teams in de 3e divisie gaan uitkomen
- 2 promotieplaatsen: indien slechts 1 van de 3 teams in de 3e divisie gaat uitkomen
- 3 promotieplaatsen: indien geen van de 3 teams in de 3e divisie gaat uitkomen

## Voorwaarden
Voor de spelers van de reserveteams gelden de volgende voorwaarden:
- Deelnemende spelers zijn lid van de desbetreffende BVO;
- Spelers niet gebonden aan leeftijdsgrens onder 23 jaar;
- Geen beperkingen met betrekking tot dispensatie aantal oudere veldspelers en keeper;
- Geen beperkingen uitkomen in het 1e elftal en het reserve elftal in hetzelfde weekend;
- Geen beperkingen t.a.v. het aantal keer hoger, in het 1e elftal, uitkomen;
- Registratie systeem betaald voetbal van kracht (dus uitsluiting volgt op 5e en 10e registratie).

## Najaar
De deelnemende ploegen werden opgedeeld in twee poules. De vijf beste ploegen van elke poule stroomden door naar de kampioenspoule. De rest speelt tegen elkaar in de degradatiepoule. 

### Groep A
| Stand | Club             | Wedstrijden | Gewonnen | Gelijk | Verloren | Punten | Goals voor | Goals tegen |
| ----- | ---------------- | ----------- | -------- | ------ | -------- | ------ | ---------- | ----------- |
| 1.    | SC Heracles      | 9           | 8        | 1      | 0        | 25     | 42         | 7           |
| 2.    | FC Twente        | 9           | 6        | 0      | 3        | 18     | 24         | 15          |
| 3.    | NEC Nijmegen     | 9           | 5        | 0      | 4        | 15     | 19         | 17          |
| 4.    | FC Emmen         | 9           | 4        | 2      | 3        | 14     | 22         | 7           |
| 5.    | PEC Zwolle       | 9           | 4        | 2      | 3        | 14     | 20         | 14          |
| 6.    | Go Ahead Eagles  | 9           | 4        | 2      | 3        | 14     | 19         | 16          |
| 7.    | BV De Graafschap | 9           | 4        | 1      | 4        | 13     | 26         | 16          |
| 8.    | SC Heerenveen    | 9           | 3        | 5      | 5        | 10     | 20         | 25          |
| 9.    | SC Cambuur       | 9           | 2        | 1      | 6        | 7      | 22         | 10          |
| 10.   | Achilles '29     | 9           | 0        | 0      | 9        | 0      | 4          | 81          |

### Groep B
| Stand | Club                | Wedstrijden | Gewonnen | Gelijk | Verloren | Punten | Goals voor | Goals tegen |
| ----- | ------------------- | ----------- | -------- | ------ | -------- | ------ | ---------- | ----------- |
| 1.    | Fortuna Sittard     | 10          | 8        | 0      | 2        | 24     | 26         | 9           |
| 2.    | Feyenoord Rotterdam | 10          | 7        | 1      | 2        | 22     | 30         | 9           |
| 3.    | Willem II           | 10          | 6        | 0      | 4        | 18     | 21         | 12          |
| 4.    | RKC Waalwijk        | 10          | 6        | 0      | 4        | 18     | 17         | 12          |
| 5.    | ADO Den Haag        | 10          | 5        | 1      | 4        | 16     | 14         | 20          |
| 6.    | NAC Breda           | 10          | 4        | 2      | 4        | 14     | 12         | 10          |
| 7.    | SBV Excelsior       | 10          | 4        | 1      | 4        | 13     | 20         | 19          |
| 8.    | FC Eindhoven        | 10          | 4        | 0      | 6        | 12     | 18         | 26          |
| 9.    | Roda JC             | 9*          | 3        | 0      | 6        | 9      | 17         | 22          |
| 10.   | VVV/Helmond Sport   | 9*          | 2        | 1      | 6        | 7      | 8          | 24          |
| 11.   | FC Dordrecht        | 10          | 1        | 2      | 7        | 2      | 10         | 29          |

De wedstrijd VVV/Helmond Sport - Roda JC is afgelast en zal niet ingehaald worden.

## Voorjaar

### Kampioenspoule A
| Stand | Club                | Wedstrijden | Gewonnen | Gelijk | Verloren | Punten | Goals voor | Goals tegen |
| ----- | ------------------- | ----------- | -------- | ------ | -------- | ------ | ---------- | ----------- |
| 1.    | FC Emmen            | 9           | 5        | 4      | 0        | 19     | 21         | 6           |
| 2.    | FC Twente           | 9           | 6        | 1      | 2        | 19     | 22         | 13          |
| 3.    | NEC Nijmegen        | 9           | 5        | 2      | 2        | 17     | 13         | 6           |
| 4.    | PEC Zwolle          | 9           | 4        | 2      | 3        | 14     | 15         | 12          |
| 5.    | SC Heracles         | 9           | 3        | 3      | 3        | 12     | 14         | 15          |
| 6.    | RKC Waalwijk        | 9           | 3        | 2      | 4        | 11     | 10         | 13          |
| 7.    | Fortuna Sittard     | 9           | 3        | 1      | 5        | 10     | 6          | 16          |
| 8.    | ADO Den Haag        | 8           | 2        | 2      | 4        | 8      | 11         | 14          |
| 9.    | Willem II           | 9           | 1        | 3      | 5        | 6      | 8          | 17          |
| 10.   | Feyenoord Rotterdam | 8           | 1        | 2      | 5        | 5      | 9          | 19          |

- De wedstrijd tussen Feyenoord en ADO Den Haag werd afgelast en niet meer ingehaald.

### Poule B
| Stand | Club              | Wedstrijden | Gewonnen | Gelijk | Verloren | Punten | Goals voor | Goals tegen |
| ----- | ----------------- | ----------- | -------- | ------ | -------- | ------ | ---------- | ----------- |
| 1.    | Roda JC           | 10          | 8        | 0      | 2        | 24     | 35         | 15          |
| 2.    | Go Ahead Eagles   | 10          | 7        | 2      | 1        | 23     | 24         | 10          |
| 3.    | SC Heerenveen     | 10          | 7        | 1      | 2        | 22     | 27         | 11          |
| 4.    | SBV Excelsior     | 9           | 7        | 0      | 2        | 21     | 36         | 10          |
| 5.    | NAC Breda         | 10          | 6        | 1      | 3        | 19     | 33         | 11          |
| 6.    | BV De Graafschap  | 10          | 5        | 2      | 3        | 17     | 28         | 13          |
| 7.    | VVV/Helmond Sport | 9           | 4        | 1      | 4        | 10     | 24         | 17          |
| 8.    | SC Cambuur        | 10          | 3        | 1      | 6        | 10     | 23         | 26          |
| 9.    | FC Dordrecht      | 9           | 1        | 0      | 8        | 3      | 10         | 33          |
| 10.   | Achilles '29      | 9           | 1        | 0      | 8        | 3      | 8          | 72          |
| 11.   | FC Eindhoven      | 10          | 0        | 0      | 10       | 0      | 8          | 38          |

- De wedstrijden Excelsior-VVV/Helmond Sport en FC Dordrecht-Achilles'29 werden afgelast en niet meer ingehaald.

## Topscorers
| Pos. | Speler                  | Team        | Goal |
| ---- | ----------------------- | ----------- | ---- |
| 1.   | Joey Konings            | SC Heracles | 12   |
|      | Silvester van der Water | SC Heracles | 12   |
| 3.   | Vincent Vermeij         | SC Heracles | 11   |